# Palacio Raggio (Almagro)
El Palacio Raggio es un edificio emblemático del barrio de Almagro, en la ciudad de Buenos Aires, Argentina. Se encuentra en una esquina de importancia, la de las avenidas Rivadavia e Hipólito Yrigoyen, a metros del cruce de la primera con la Avenida La Plata y la calle Río de Janeiro.
Fue proyectado como propiedad de renta (alquiler) del comerciante José Raggio, por el arquitecto italiano Gino Aloisi, siendo terminado a comienzos del año 1924, y tiene planta baja, 7 pisos y una cúpula.

## Descripción

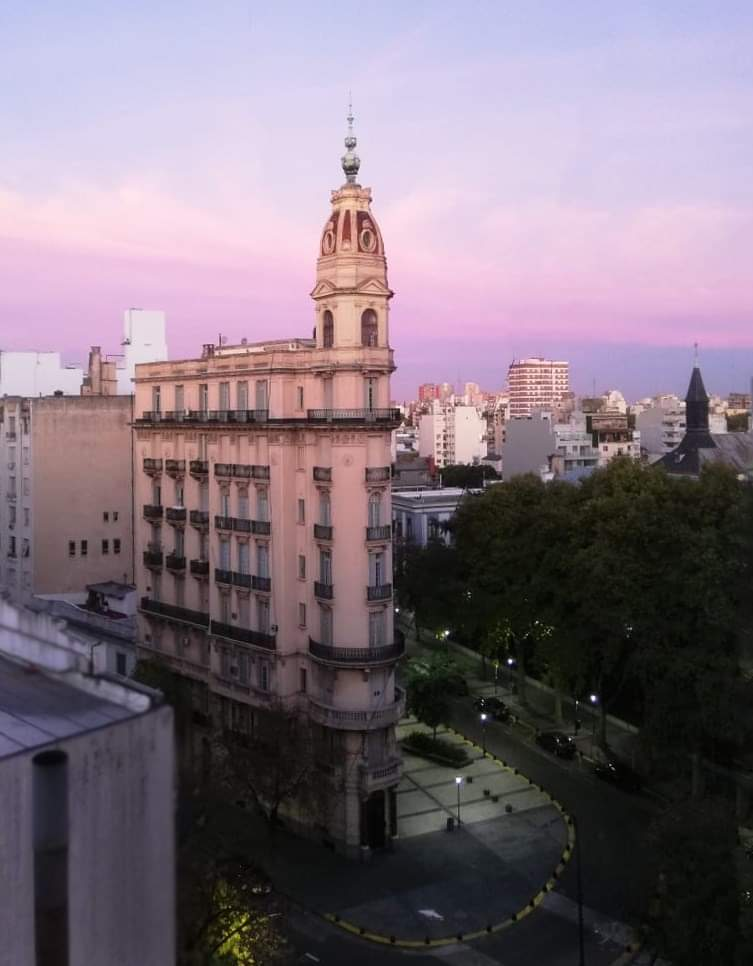
Vista en altura.

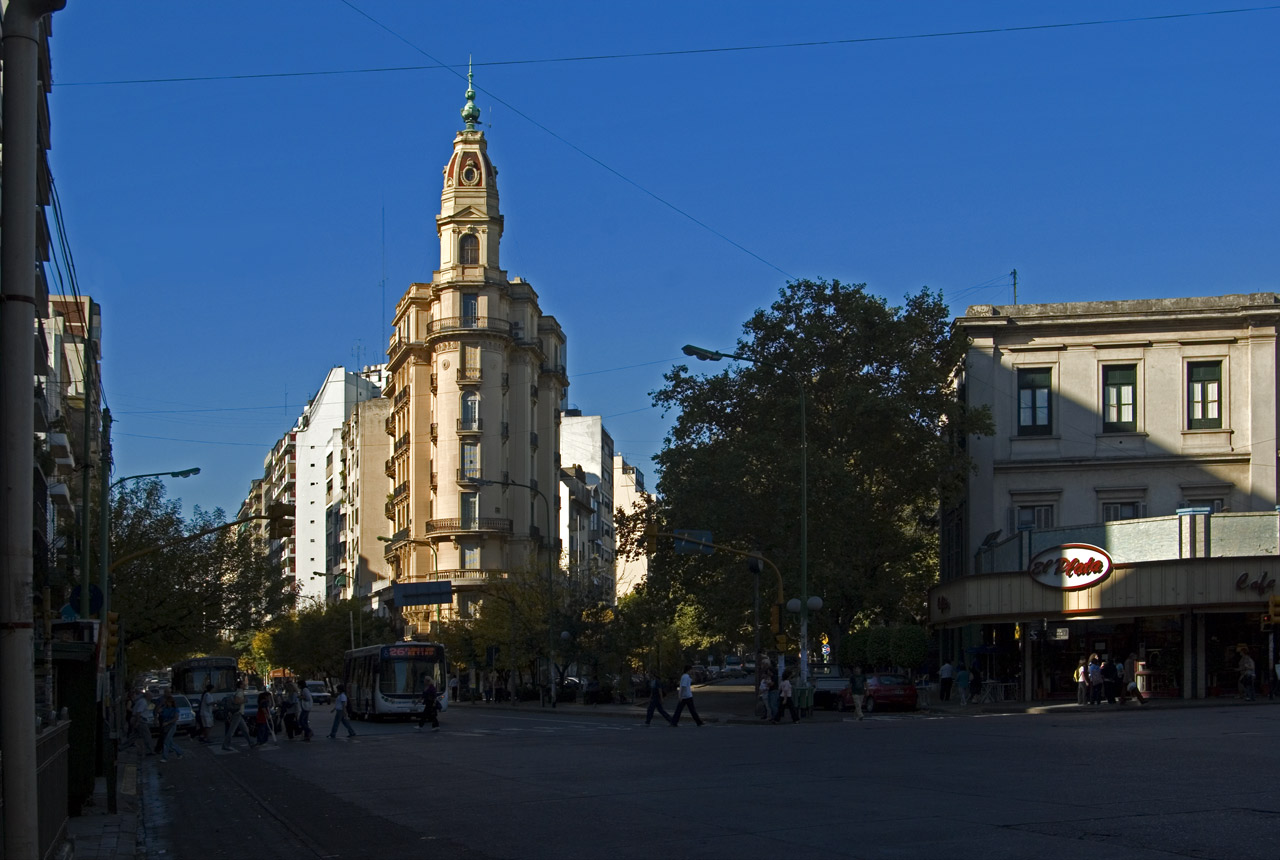
Vista a nivel calle.

El edificio fue construido en un excepcional terreno triangular, en la unión de dos avenidas de mucho tránsito y actividad comercial y social (se encuentra frente a un colegio católico) y sus fachadas fueron revestidas en símil piedra París (actualmente oculto bajo capas de pintura). Según palabras de su propio autor, Raggio deseaba levantar un edificio de renta con el máximo de pisos permitido por las ordenanzas municipales, utilizando cada uno de ellos como vivienda de categoría alta.
Aloisi decidió aprovechar la esquina cerrada para agregar al proyecto una torre, pensando en que esta alcanzara los 70 metros de altura. Sin embargo, la Municipalidad de Buenos Aires aún no había liberalizado los límites de altura (medida que luego transformaría la ciudad con grandes disparidades de altura, gran cantidad de medianeras a la vista y la proyección de sombras sobre el resto de los inmuebles). Por eso, el arquitecto debió suprimir 2 pisos.
Para ganar espacio en un terreno reducido, Gino Aloisi decidió aprovechar todo lo que fuera permitido por las ordenanzas, como el agregado de bow windows que sumaran espacio a los departamentos.
El edificio tiene un ascensor principal, una escalera y otro ascensor de servicio, que llevan a los 7 pisos superiores. Cada piso tiene un solo departamento, y originalmente cada uno poseía hall, sala, fumoir, comedor, escritorio, toilet, 4 dormitorios, 2 baños, 2 cuartos de servicio con water closet y lavabo de servicio, cocina, despensa y office. Cada una de las viviendas posee además un cuarto en el sótano para almacenar objetos. El sótano, al que se accede ya sea por el ascensor de servicio como por una escalera desde la planta baja, posee una planta de superficie similar a la de los pisos, con cuartos que hacen las veces de baulera, una por propietario, y espacios comunes, como el sector del frente, que en cada piso es una amplia habitación circular. En los años 80 los propietarios lo utilizaban para realizar fiestas y reuniones, a la usanza de lo que en edificios modernos se conoce como SUM (salón de usos múltiples). Estas reuniones se conocieron como Fiestas del Sòtano o de las Catacumbas, y fueron un reflejo de la apertura social y política que por esos años comenzaba a despuntar en el país. No faltaron en el edificio los episodios polémicos y hasta algún disturbio que provocó el reclamo de los vecinos y la intervención de la Ley, con detenciones irregulares en la Comisaría 11a. (situada por aquel entonces a solo una cuadra, sobre la Av. Rivadavia), que hasta el día de hoy permanecen sin esclarecer.
También para la misma época de las Fiestas de las Catacumbas se formaba en ese mítico sótano la banda de heavy metal "Krupp", (ver compilado "Trash") que todavía subsiste bajo el nombre "Troncho Rock Pesado".
El séptimo piso posee el uso exclusivo de la terraza y de la torre que corona el frente de la misma. Allí, por una escalera metálica en caracol, se accede a la cúpula que con sus cuatro ventanas ovales ofrece una vista privilegiada hacia los cuatro puntos cardinales.
Aloisi, Gino. Construcción de renta, propiedad de José Raggio. EN: Revista de Arquitectura, n.º 41, mayo de 1924. https://biblioteca.fadu.uba.ar/tiki-download_file.php?fileId=1003